# Veprecula
Veprecula é um gênero de gastrópodes pertencente a família Raphitomidae.

## Espécies
- Veprecula arethusa (Dall, 1918)[3]
- Veprecula bandensis Sysoev, 1997[4]
- Veprecula brunonia (Dall, 1924)[5]
- Veprecula cooperi Mestayer, 1919[6]
- Veprecula crystallina Stahlschmidt, Chino & Kilburn, 2012
- Veprecula echinulata (Thiele, 1925)[7]
- Veprecula gracilispira (Smith E. A., 1879)[8]
- Veprecula hedleyi (Melvill, 1904)[9]
- Veprecula polyacantha Stahlschmidt, Chino & Kilburn, 2012
- Veprecula pungens (Gould, 1860)[10]
- Veprecula scala Hedley, 1922[11]
- Veprecula sculpta (Hinds, 1843)
- Veprecula sykesii (Melvill & Standen, 1903)[12]
- Veprecula tornipila McLean & Poorman, 1971[13]
- Veprecula vacillata Hedley, 1922[14]
- Veprecula vepratica (Hedley, 1903)[15]

Espécies trazidas para a sinonímia
- Veprecula menecharmes Melvill, 1923: sinônimo de Tritonoturris menecharmes (Melvill, 1923)
- Veprecula morra (Dall, 1881):[16] sinônimo de Rimosodaphnella morra (Dall, 1881)
- Veprecula reticulosa Smith, 1882: sinônimo de Veprecula arethusa (Dall, 1918)
- Veprecula togetoges Nomura & Niino, 1940: sinônimo de Veprecula arethusa (Dall, 1918)